# Шатобриан-Ансени
Шатобриан-Ансени (фр. Châteaubriant-Ancenis) — округ (фр. Arrondissement) во Франции, один из округов в регионе Пеи-де-ла-Луар. Департамент округа — Атлантическая Луара. Супрефектура — Шатобриан.
Население округа на 2019 год составляло 227 966 человек. Плотность населения составляет 72 чел./км². Площадь округа составляет 3157,36 км².
Округ образован 1 января 2017 года путем объединения округов Ансени и Шатобриан.

## Кантоны округа
Кантоны округа Шатобриан-Ансени (с 1 января 2017 года)
- Ансени-Сен-Жереон (до 24 февраля 2021 года назывался Ансени)
- Блен (частично)
- Гемне-Панфао
- Ла-Шапель-сюр-Эрдр (частично)
- Нор-сюр-Эрдр
- Поншато (частично)
- Шатобриан